# Регионална лига у рагбију 2009/10.
Регионална лига у рагбију 2009/10. (службени назив: 2009–10 Regional Rugby Championship) је било 3. издање Регионалне лиге у рагбију. Учествовало је 12 рагби клубова из Бугарске, Мађарске, Хрватске, Босне и Херцеговине, Србије и Словеније. Такмичење је освојила Нада из Сплита.

## Учесници
- Рагби клуб Нада Сплит  Хрватска
- Хрватски академски рагби клуб Младост  Хрватска
- Рагби клуб Загреб  Хрватска
- Рагби клуб Победник  Србија
- Рагби клуб Партизан  Србија
- Краљевски Београдски Рагби Клуб  Србија
- Естергом Витежек  Мађарска
- Батаји булдог  Мађарска
- Кечкемет  Мађарска
- Рагби клуб Љубљана  Словенија
- Рагби клуб Челик  Босна и Херцеговина
- Рагби клуб Валиасит Перник  Бугарска

### Квалификациона рунда
Младост - Макарска 13-7
Рудар - Олимпија 13-17
Младост - Олимпија 19-11

### Дивизија 1
Нада - Валиасит -
Победник - Челик 31-17
Естергом - Љубљана 25-12
Нада - Победник 39-12
Валиасит - Љубљана -
Челик - Естергом 20-27
Љубљана - Челик 26-8
Победник - Валиасит -
Естергом - Нада 15-20
Валиасит - Челик -
Нада - Љубљана 24-20
Победник - Естергом 17-24
Естергом - Валиасит -
Љубљана - Победник 48-5
Челик - Нада 17-66

### Дивизија 2
Загреб - Младост 18-20
Батаји - Партизан 30-11
КБРК - Кечкемет 10-7
Загреб - КБРК 36-12
Младост - Батаји 11-18
Кечкемет - Партизан 10-13
КБРК - Младост 54-0
Партизан - Загреб 33-12
Батаји - Кечкемет 12-16
Младост - КБРК -
Загреб - Батаји 14-17
Партизан - КБРК 8-3
Кечкемет - Загреб 19-0
Партизан - Младост -
Батаји - КБРК 0-20
| Победник Регионалне лиге у рагбију 2009/2010. |
| --------------------------------------------- |
| Рагби клуб Нада Сплит 3. титула               |